# Luis Ramírez Zapata
Luis Ramírez Zapata   (San Salvador, 6 de gener de 1954) fou un futbolista salvadorenc de les dècades de 1970 i 1980.
Fou anomenat El Pelé. Passà al voltant de 20 anys com a jugador de CD Águila. També jugà a Atlético Marte, Alianza, Cartaginés de Costa Rica, i Puebla a Mexico. In 1990, he played for the Washington Diplomats of the American Professional Soccer League.
Fou 58 cops internacional amb la selecció de futbol del Salvador amb la qual participà a la copa del Món de futbol de 1982.
Trajectòria com a entrenador: He was sacked by the municipal council in October 2011.
- 2007 CD Águila
- 2009 CD Atlético Balboa
- 2010 ADI FC